# Victor Puiseux
Pour les articles homonymes, voir Puiseux.
Victor Alexandre Puiseux, né à Argenteuil le 16 avril 1820 et mort à Frontenay le 9 septembre 1883, est un mathématicien, astronome et alpiniste français.

## Biographie

### Le scientifique
Élève au collège de Pont-à-Mousson puis boursier du collège Rollin (rue Saint-Jacques, à Paris), où il a pour professeur Charles Sturm. Victor Puiseux remporte dès 1836 (il n'a alors que 16 ans) le premier prix de physique au concours général. Il est admis en 1837 à l'École normale et reçu au concours d'agrégation des sciences en 1840. Il obtient le doctorat ès sciences mathématiques en 1841.
Il est professeur de mathématiques au collège royal de Rennes de 1841 jusqu'en 1845.
Il obtient ensuite une chaire de mathématiques à la faculté des sciences de Besançon où il eut deux confrères éminents, Henri Sainte-Claire Deville et Achille Delesse, puis il est nommé maître de conférences à l'École normale supérieure en 1849. Il est chargé des examens d'admission à l'École polytechnique en 1853 et 1854. En 1855, il est nommé astronome adjoint à l'Observatoire de Paris, puis directeur du Bureau des calculs à l’Observatoire de Paris de 1855 à 1859. Il est membre du Bureau des longitudes de 1868 jusqu'en 1873, remplacé par Jules Janssen.
Il collabore avec Cauchy sur nombre de ses travaux, dont les fonctions analytiques.
Brillant en analyse, il introduisit de nouvelles méthodes dans son travail sur les fonctions algébriques (exemple : les séries de Puiseux), et contribua à l'avancement de la mécanique céleste.
En 1856, il remplace Augustin Louis Cauchy, malade, à la chaire d'astronomie mathématique de la faculté des sciences. Il le remplace à partir de 1857 jusqu'en 1883. En 1853-1854, il est nommé professeur suppléant de Binet en astronomie au Collège de France.
Il succède à Charles Briot comme maître de conférences pour le calcul des probabilités et le calcul différentiel à l’École normale supérieure, entre 1862 et 1868.
Il est rédacteur en chef de la revue Connaissance des temps ou des mouvements célestes et enfin, directeur d’études à la section de Mathématiques de l'École pratique des hautes études. Il fait paraître, en 1874, ses travaux sur la planète Vénus.
Le 10 juillet 1871, il a été élu à l'unanimité membre de l'Académie des sciences, section géométrie.
Le travail de Puiseux sur les fonctions algébriques et l'uniformisation est intimement relié à la découverte par Bernhard Riemann de ce qu'on appelle maintenant les surfaces de Riemann.

### L'alpiniste
Grand alpiniste et membre fondateur du Club alpin français, Victor Puiseux fait partie des précurseurs de l'alpinisme sans guide en France. Il entreprend une tentative sérieuse à la pointe Dufour en 1847 et donne son nom à une pointe dans les Alpes, la pointe Puiseux (3 946 m), dans le massif du mont Pelvoux, qu'il escalade en 1848. Il découvre alors que le mont Pelvoux n'est pas la cime la plus élevée du massif des Écrins, la Barre des Écrins étant plus élevée (4 102 m).

#### Ascensions
- 1848 - Deuxième ascension du mont Pelvoux
- 1887 - Premier parcours de la face nord-nord-ouest de la Grande Casse avec Pierre Puiseux, Amédée Crochet et Joseph Amiez

## Famille
- Louis-Victor Puiseux (1783-1851), marié en 1813 avec Louise Neveux (1792-1835),
  - Léon Puiseux (1815-1889),
  - Victor Alexandre Puiseux (1820-1883), marié en 1849 avec Laure Louise Fébronie Jannet (1830-1858),
    - Paul Puiseux (1851-1865),
    - Louise Puiseux (1852-1874),
    - Marie Puiseux (1853-1874),
    - Marie-Fébronie Puiseux (1853-1872),
    - Pierre Puiseux (1855-1928) marié en 1883 avec Béatrice Bouvet (1861-1963),
      - Marie-Louise Puiseux (1884-1970),
      - Victor Puiseux (1887-1978), marié en 1920 avec Germaine Tavernier (1893-1954),
      - Madeleine Puiseux (1888-1983),
      - Robert Puiseux (1892-1991), dirigeant du groupe Michelin, marié avec Anne Michelin (1901-1991),
      - Marguerite-Marie Puiseux (d) (1894-1984), mariée à Jean Michelin (1883-1963)
      - Olivier Puiseux (1899-1947),

    - André Puiseux (1857-1857),
    - André Puiseux (1858-1931).

## Publications
- Sur l'invariabilité des grands axes des orbites des planètes, thèse d'astronomie présentée à la Faculté des sciences de Paris, le 21 août 1841, imprimerie de Bachelier, Paris, 1850

### Journal de mathématiques pures et appliquées
- Problème de géométrie, dans Journal de mathématiques pures et appliquées, 1842, 1re série, tome 7, p. 65-69 [lire en ligne]
- Note sur le mouvement d'un point matériel pesant sur une sphère, dans Journal de mathématiques pures et appliquées, 1842, 1re série, tome 7, p. 517-520 [lire en ligne]
- Note sur le mouvement d'une chaîne pesante infiniment mince sur la cycloïde, dans Journal de mathématiques pures et appliquées, 1843, 1re série, tome 8, p. 71-72 [lire en ligne]
- Problèmes sur les développées et les développantes des courbes planes, dans Journal de mathématiques pures et appliquées, 1844, 1re série, tome 9, p. 377-399 [lire en ligne]
- Sur les courbes tautochrones, dans Journal de mathématiques pures et appliquées, 1844, 1re série, tome 9, p. 409-421 [lire en ligne]
- Sur les sommes des puissances semblables des termes d’un progression arithmétique, dans Journal de mathématiques pures et appliquées, 1846, 1re série, tome 11, p. 477-488 [lire en ligne]
- Du mouvement d'un solide de révolution posé sur un plan horizontal, dans Journal de mathématiques pures et appliquées, 1848, 1re série, tome 13, p. 249-256 [lire en ligne]
- Sur la convergence des séries qui se présentent dans la théorie du mouvement elliptique des planètes, dans Journal de mathématiques pures et appliquées, 1849, 1re série, tome 14, p. 33-39 [lire en ligne]
- Seconde Note sur la convergence des séries du mouvement elliptique, dans Journal de mathématiques pures et appliquées, 1849, 1re série, tome 14, p. 242-246 [lire en ligne]
- Recherches sur les fonctions algébriques, dans Journal de mathématiques pures et appliquées, 1850, 1re série, tome 15, p. 365-480 [lire en ligne]
- Nouvelles recherches sur les fonctions algébriques, dans Journal de mathématiques pures et appliquées, 1851, 1re série, tome 16, p. 228-240 [lire en ligne]
- Solution de quelques questions relatives au mouvement d'un corps solide pesant posé sur un plan horizontal, dans Journal de mathématiques pures et appliquées, 1852, 1re série, tome 17, p. 1-30 [lire en ligne]
- Mémoire sur le développement en séries des coordonnées des planètes et de la fonction perturbatrice, dans Journal de mathématiques pures et appliquées, 1860, 2e série, tome 5, p. 65-102 [lire en ligne]
- Sur le développement en série de la fonction perturbatrice, dans Journal de mathématiques pures et appliquées, 1860, 2e série, tome 5, p. 105-118 [lire en ligne]
- Note sur une formule propre à faciliter le développement de la fonction perturbatrice, dans Journal de mathématiques pures et appliquées, 1861, 2e série, tome 6, p. 366-368 [lire en ligne]
- Note sur les systèmes de surfaces orthogonales, dans Journal de mathématiques pures et appliquées, 1863, 2e série, tome 8, p. 335-346 [lire en ligne]

### Connaissance des temps ou des mouvements célestes à l'usage des astronomes et des navigateurs
- Note sur la détermination de la parallaxe du Soleil par l'observation du passage de Vénus sur cet astre en 1874, dans Connaissance des temps ou des mouvements célestes à l'usage des astronomes et des navigateurs, Bureau des longitudes, Paris, 1871, p. 7-16 et carte [lire en ligne]
- Note relative au passage de Vénus sur le disque du Soleil en 1874, dans Connaissance des temps ou des mouvements célestes à l'usage des astronomes et des navigateurs, Bureau des longitudes, Paris, 1872, p. 67-69 [lire en ligne]
- Note sur le calcul des positions apparentes de l'étoile λ de la Petite Ourse, dans Connaissance des temps ou des mouvements célestes à l'usage des astronomes et des navigateurs, Bureau des longitudes, Paris, 1875, p. 6-18 [lire en ligne]
- Sur la formation des équations de condition qui résulteront des observations du passage de Vénus du 8 décembre 1874, dans Connaissance des temps ou des mouvements célestes à l'usage des astronomes et des navigateurs, Bureau des longitudes, Paris, 1876, p. 5-15 [lire en ligne]

### Autres
- Notices scientifiques sur la constitution physique du soleil, Gauthiers-Villars, Paris, 1873
- Mémoire sur l'accélération séculaire du mouvement de la lune, dans Mémoires présentes par divers savants à l'Académie des Sciences de l'Institut de France, 1873